# Iwan Adrianowitsch Michailow

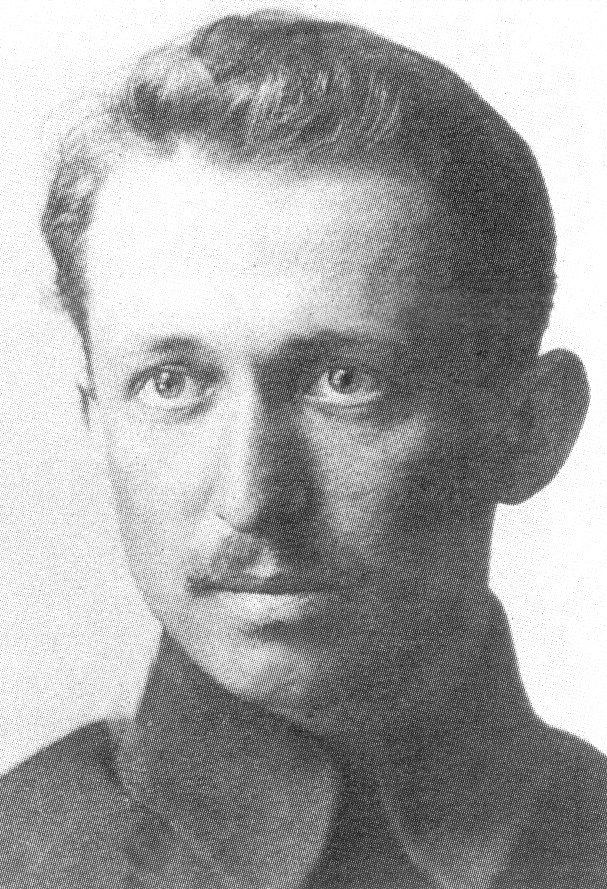
Iwan Adrianowitsch Michailow

Iwan Adrianowitsch Michailow (russisch Иван Адрианович Михайлов; * 29. November 1891 in Ust-Kara, Rajon Nertschinsk; † 30. August 1946 in Moskau) war ein russischer Ökonom und Politiker.

## Leben
Michailow war der Sohn der terroristischen Sozialrevolutionäre und politischen Katorga-Häftlinge Adrian Fjodorowitsch Michailow und Henrietta Nikolajewna Dobrusskina und wurde im Katorga-Gefängnis in Transbaikalien geboren. Michailow besuchte zunächst das Gymnasium in Tschita und dann das 1. St. Petersburger Gymnasium. Darauf studierte er an der juristischen Fakultät der Universität St. Petersburg mit Abschluss 1913. Er blieb dort am Lehrstuhl für Politische Ökonomie, um sich bei Iwan Iwanowitsch Tschistjakow auf die Professorenlaufbahn vorzubereiten. Nach Erinnerung Nikolai Pawlowitsch Anziferows wurde Michailow Professor als Günstling des Bildungsministers Léon Casso, der bezüglich der Berufung von Professoren in die Autonomierechte der Universitäten eingegriffen hatte (Affäre Casso). 1914 wurde Michailow aus politischen Gründen verhaftet, aber schnell wieder freigelassen.
Während des Ersten Weltkriegs leitete Michailow die Petrograder Abteilung der Allrussischen Semstwo-Union. Er beteiligte sich unter der Leitung von Peter Struve an der Herausgabe von Büchern, die den ökonomischen Gewinnen und Verlusten Russlands während der Kriegsjahre gewidmet waren. Nach der Februarrevolution 1917 arbeitete Michailow in den Ministerien für Landwirtschaft, Nahrungsmittel und Finanzen der Provisorische Regierung und war einer der engsten Mitarbeiter Andrei Iwanowitsch Schingarjows. In dieser Zeit stand Michailow den Kadetten nahe, um sich dann den Sozialrevolutionären zu nähern. Michailow leitete die Geschäfte des Ökonomischen Rates bei der Provisorischen Regierung. Unter seiner Leitung wurde das Volkseinkommen für 1913 berechnet und mit dem von 1900 verglichen. Es wurde der Versuch gemacht, den Anteil der landwirtschaftlichen Produktion und die Aufteilung des Volkseinkommens auf die Arbeiter und die Besitzbürger festzustellen. Die Ergebnisse dieser Arbeiten erschienen als Kapitel 2 und 3 des von Sergei Nikolajewitsch Prokopowitsch herausgegebenen Buches über die Berechnung des Volkseinkommens der 50 Gouvernements des europäischen Russlands von 1900 bis 1913. Im Dezember 1917 wurde er Vizevorsitzender der Petrograder Union der Sibirischen Oblaste, obwohl er sich vorher an der Oblast-Bewegung nicht beteiligt hatte.
Nach der Oktoberrevolution und Beginn des Russischen Bürgerkrieges ging Michailow Anfang 1918 nach Omsk und leitete die Finanzabteilung der sibirischen Union der Kooperativen Zentrosibiri. Auf der geheimen Versammlung der sibirischen Oblast-Dumen im Januar 1918 in Tomsk wurde Michailow in Abwesenheit zum Finanzminister der Provisorischen Sibirischen Regierung mit Pjotr Jakowlewitsch Derber als Präsidenten gewählt. Am Sturz der Macht der Bolschewiki in Nowo-Nikolajewsk am 26. Mai 1918 durch Einheiten der Tschechoslowakischen Legionen unter Radola Gajda war Michailow beteiligt. Am 30. Juni 1918 wurde er Finanzminister in der neuen Provisorischen Regierung in Omsk mit dem Präsidenten Pjotr Wassiljewitsch Wologodski, wobei er sich dem Kriegsminister Alexei Nikolajewitsch Grischin-Almasow anschloss. Michailow wurde verdächtigt, die Ermordung des Ministers Alexander Jeffemowitsch Nowosjolow am 23. September 1918 organisiert zu haben. Diese Regierung ging am 4. November 1918 in der Provisorischen Allrussischen Regierung auf, in der er Finanzminister blieb. Am 18. November 1918 wurde daraus die Russische Regierung beim Oberbefehlshaber Alexander Wassiljewitsch Koltschak. Er versuchte, den Exportpreis für Zucker zu fixieren, den sibirischen Rubel zu stärken und die Kerenkas (das Geld der Kerenski-Regierung) aus dem Verkehr zu ziehen, aber seine Finanzpolitik war wenig erfolgreich wegen fehlender Unterstützung. Ab dem 6. Mai 1919 führte Michailow auch das Ministerium für Handel und Industrie. Er war Mitglied des Rats des Oberbefehlshabers. Am 16. August 1919 verlor er auf Druck der Öffentlichkeit alle Ämter in der Regierung. Darauf wurde er Mitglied der Staatlichen Wirtschaftskonferenz und am 12. September 1919 Mitglied des Rats des Finanzministeriums.
Im Herbst 1918 war Michailow als Professor auf den Lehrstuhl für Genossenschaftswesen und Finanzpolitik des Omsker Polytechnischen Instituts berufen worden.
Im Herbst 1920 emigrierte Michailow nach China und gründete in Harbin eine Gruppe zur Untersuchung der Volkswirtschaften der Länder des Fernen Ostens. Daraus entstand das Wirtschaftsbüro für die Ostchinesische Eisenbahn, das sich auf die Wirtschaftsstruktur der Nordmandschurei konzentrierte. Von November 1921 bis Oktober 1924 war Michailow Leiter der Handelsabteilung des Wirtschaftsbüros. Er wurde entlassen, weil er nicht die Staatsbürgerschaft der Sowjetunion besaß, und wurde kurzzeitig festgesetzt.
In den 1930er Jahren und während des Zweiten Weltkriegs arbeitete Michailow mit der japanischen Militärkommission zusammen. Er stand dem Führer der Russischen Faschistischen Partei Konstantin Wladimirowitsch Rodsajewski nahe und redigierte eine projapanische, antichinesische und antisowjetische Zeitung.
1945 nach dem Einmarsch der sowjetischen Truppen wurde Michailow vom SMERSch verhaftet. Nach Ermittlungen durch die Organe des  SMERSch und des Ministeriums für Staatssicherheit eröffnete der Vorsitzende des Militärkollegiums des Obersten Gerichts der UdSSR Wassili Wassiljewitsch Ulrich am 26. August 1946 den Prozess gegen Grigori Michailowitsch Semjonow, Rodsajewski, Lew Filippowitsch Wlassjewski, Alexei Proklowitsch Bakschejew, Iwan Adrianowitsch Michailow, Lew Pawlowitsch Ochotin, Nikolai Alexandrowitsch Uchtomski und Boris Nikolajewitsch Schepunow, worüber die Presse ausführlich berichtete. Die Anklage lautete auf antisowjetische Propaganda, Spionage gegen die UdSSR, Sabotage und Terrorismus. Alle Angeklagten bekannten sich schuldig. Am 30. August 1946 wurden alle Angeklagten für schuldig befunden. Michailow wurde zur Höchststrafe verurteilt und am gleichen Tag erschossen. In seinem letzten Wort hatte er nicht um Gnade gebeten.
Am 26. März 1998 überprüfte das Militärkollegium des Obersten Gerichts der Russischen Föderation die damalige Verurteilung der Angeklagten außer der Semjonows. Zwar wurde die Verurteilung nach Artikel 58 des Strafgesetzbuches der RSFSR wegen antisowjetischer Propaganda wegen Mangels an Beweisen aufgehoben, aber der Rest des Urteils mit den jeweiligen Strafen wurde bestätigt.